# Вук Караджич
Вук Стефанович Ка́раджич (серб. Вук Стефановић Караџић/Vuk Stefanović Karadžić; 26 жовтня (6 листопада) 1787, Трщич, Османська імперія — 15 (26) січня 1864, Відень, Австрійська імперія) — сербський лінгвіст, письменник, мислитель, діяч національного відродження.

## Життєпис
Народився в сім'ї Стефана та Єгди (до шлюбу Зрнич) Караджич у селищі Тршич біля Лозниці, яке розташовувалось на території сучасної Сербії (тоді в складі Османської імперії). В його батьків часто вмирали новонароджені діти, тому його назвали Вуком (серб. 'вовк'), щоб злі духи та сили не завдали йому шкоди. 

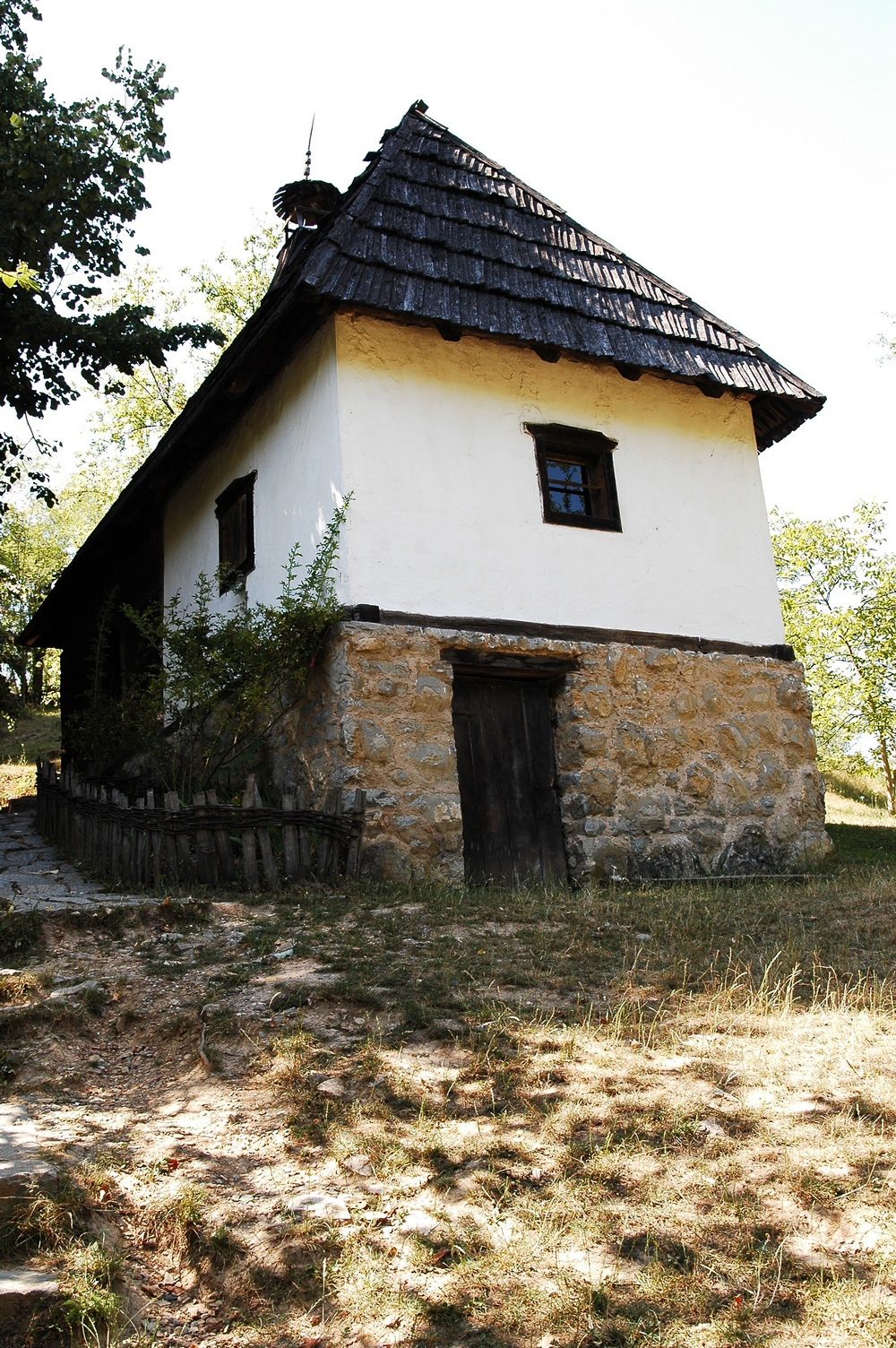
Рідний будинок В. Караджича у селищі Тршич.

В основному, він здобував знання самостійно. Недовго навчався у родича, потім у монастирі Троноша. В 19 років - у гімназії в місті Сремські Карловці. Потім декілька місяців вивчав латинську та німецьку мови у Петрині. Поїхав до Белграда, сподіваючись навчатись у Обрадовича, але цього не вдалося досягти. Нарешті, 1808 року став одним із перших студентів Белградської вищої школи. Невдовзі він захворів та вирушив на лікування до Нови-Саду та Пешта, але не вилікувався й залишився кульгавим. Повернувшись до Сербії 1810 року, деякий час працював у Белграді вчителем початкової школи. 1813 року переїхав до Відня, де зустрівся зі словенським мовознавцем Єрнеєм Копітаром.

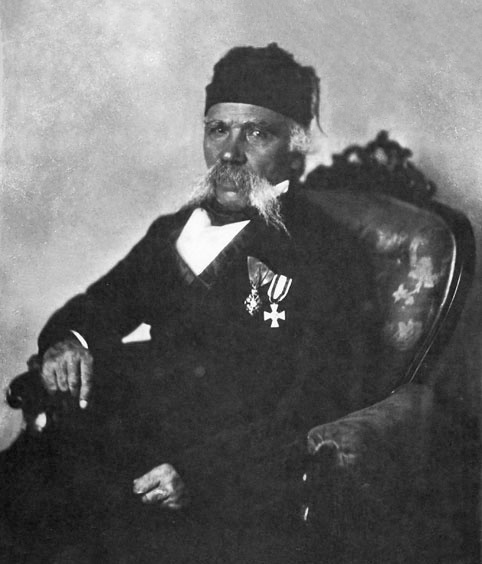
Вук Караджич близько 1850 р.

З 1814 р. розпочав літературну діяльність. В 1814-1815 роках Вук Караджич видав два томи сербських народних пісень (надалі їх кількість зросла до дев'яти). 
Реформував сербську літературну мову і стандартизував сербську кирилицю. В основу сербського правопису поклав принцип «як чуємо, так і пишемо» (серб. «пиши као што говориш, а читај као што је написано»). В 1814 він видав першу сербську граматику. Також створив перший словник сербської мови (перше видання у Відні у 1818 р., друге 1852), переклав Новий Заповіт (1847). Його творчість вплинула на розвиток галицького літературного відродження 1830-х.
Караджича обирали на дійсного члена Одеського товариства історії та старожитностей (1842), члена багатьох європейських АН, зокрема Віденської (1848), Прусської в Берліні (1850), чужоземний член-кореспондент Петербурзької АН (1851), почесний член Харківського університету (1846).
1861 року Вуку Караджичу було надано звання почесного громадянина міста Загреб.
Після смерті похований на цвинтарі Святого Марка у Відні. 1897 року був урочисто перепохований поряд з могилою Доситея Обрадовича навпроти Собору св. Архангела Михаїла у Белграді.

## Твори
- Малий слов'яносербський пісенник простого народу (1814);
- Сербські народні казки (1821);
- Сербські народні пісні (т. 1-4; 1823—1833).